# Spencer Locke
Spencer Locke (Winter Park, Flórida, 20 de Setembro de 1991) é uma atriz e dubladora estadunidense.
Ficou conhecida após interpretar a também patricinha Bitsy, em Manual de Sobrevivência Escolar do Ned, Kylie em Cougar Town e K-Mart em Resident Evil: Afterlife e Resident Evil: Extinction. Foi escalada para interpretar Jane Porter no filme TARZAN 3D ao lado de Kellan Lutz que fará Tarzan, que começa a ser gravada na segunda metade de 2012.

## Filmografia

### Filmes
| Ano  | Título                       | Papel             | Notas          |
| 2003 | Kidz Bop: Everyone's a Star! |                   |                |
| 2004 | Spanglish                    | Sleepover Friend  |                |
| 2006 | Monster House                | Jenny (voz)       |                |
| 2007 | Resident Evil: Extinction    | K-Mart            |                |
| 2010 | Resident Evil: Afterlife     | K-Mart            |                |
| 2011 | Captain Fin                  | Hannah Gunner     | Curta metragem |
| 2011 | Detention                    | Ione              |                |
| 2012 | Anatomy of the Tide          | Bridgett Harriman |                |
| 2012 | Karaoke Man                  | Paige             |                |
| 2012 | Resident Evil: Retribution   | K-Mart            |                |
| 2013 | All American Christmas Carol |                   |                |
| 2013 | Tarzan                       | Jane Porter       |                |
| 2014 | Five O'Clock Comes Early     | Lucy              |                |
| 2015 | Landmine Goes Click          | Alicia            |                |
| 2015 | A Vida Secreta das Babás     | Ashley            |                |

### Televisão
| Ano       | Título                                   | Papel                             | Notas |
| 2004      | Without a Trace                          | Brandee Case                      | Episódio: "Wannabe"                                                                                       |
| 2005      | Ned's Declassified School Survival Guide | Bitsy                             | Episódios: "Computer Labs & Backpacks", "Notes & Best Friends", "Daydreaming & Gym", "Cheaters & Bullies" |
| 2005      | Untitled Camryn Manheim Pilot            | Crosby Rydell                     | Piloto de TV                                                                                              |
| 2005      | Phil of the Future                       | Candida Keegel                    | Recorrente (5 episódios)                                                                                  |
| 2006      | Boys Life                                |                                   | Episódio: "Pilot"                                                                                         |
| 2006      | Monster House                            | Jenny (voz)                       | Video game                                                                                                |
| 2006      | That's So Raven                          | Kayla                             | Episódio: "Mad Hot Cotillion"                                                                             |
| 2009      | Cold Case                                | Sarah Blake (1976)                | Episódio: "Jackals"                                                                                       |
| 2009      | Big Time Rush                            | Jennifer 2                        | Episódio: "Big Time Audition"                                                                             |
| 2009-2010 | Cougar Town                              | Kylie                             | Recorrente (10 episódios)                                                                                 |
| 2010      | Big Time Rush                            | Jennifer 2                        | Episódios: "Big Time School of Rocque", "Big Time Crib", "Big Time Bad Boy"                               |
| 2010      | Twentysixmiles                           | Sally Burnish                     | Regular (6 episódios)                                                                                     |
| 2010      | The Vampire Diaries                      | Amber Bradley                     | Episódio: "Miss Mystic Falls"                                                                             |
| 2010      | In Plain Sight                           | Sabrina Anderson / Sabrina Jordan | Episódio: "WitSec Stepmother"                                                                             |
| 2011      | Love Bites                               | Christy Hayes                     | Episódio: "Sky High"                                                                                      |
| 2011      | The Bling Ring                           | Maddie Bishop                     | Filme para TV                                                                                             |
| 2012      | CSI: Miami                               | Jessica Wyatt                     | Episódio: "Terminal Velocity"                                                                             |
| 2012      | NCIS                                     | Amber Banks                       | Episódio: "Psych Out"                                                                                     |
| 2013      | Cult                                     | Carey Mandeville                  | Episódios: "Being Billy", "Off to See the Wizard"                                                         |
| 2013      | Two and a Half Men                       | Jill                              | Episódio: "Some Kind of Lesbian Zombie"                                                                   |
| 2015      | Hawaii Five-0                            | Aubrey Harper                     | Episódio: "Ka 'alapahi nui''                                                                              |